# 日本冒険小説協会
日本冒険小説協会（にほんぼうけんしょうせつきょうかい、Japan Adventure Fiction Association, JAFA）は、1981年に内藤陳が設立した冒険小説愛好者の親睦団体。前年に国内で発表された冒険小説作品（海外作品の翻訳含む）の中から会員の投票により選定し作者に贈る「日本冒険小説協会大賞」を主宰。
公認酒場「深夜プラスワン」（内藤が経営）が、東京都新宿区歌舞伎町ゴールデン街にある。
2011年12月28日に内藤が死去したことを受け、2012年3月、協会の解散が発表された。
なお、冒険小説作家の団体としては、1983年に「日本冒険作家クラブ」が創設され、やはり親睦団体として運営されていたが、2010年に解散している。

## 歴代日本冒険小説協会大賞受賞作
| 回     | 年     | 国内部門             | 国内部門   | 海外部門                 | 海外部門                       |
| 回     | 年     | 作品                 | 作者       | 作品                     | 作者                           |
| ------ | ------ | -------------------- | ---------- | ------------------------ | ------------------------------ |
| 第1回  | 1982年 | 眠りなき夜           | 北方謙三   | 初秋                     | ロバート・B・パーカー          |
| 第2回  | 1983年 | 檻                   | 北方謙三   | リトル・ドラマー・ガール | ジョン・ル・カレ               |
| 第3回  | 1984年 | 山猫の夏             | 船戸与一   | 暗殺者                   | ロバート・ラドラム             |
| 第4回  | 1985年 | 背いて故郷           | 志水辰夫   | ダンシング・ベア         | ジェームズ・クラムリー         |
| 第5回  | 1986年 | カディスの赤い星     | 逢坂剛     | 証拠                     | ディック・フランシス           |
| 第6回  | 1987年 | 猛き箱舟             | 船戸与一   | 北壁の死闘               | ボブ・ラングレー               |
| 第7回  | 1988年 | 伝説なき地           | 船戸与一   | 夢果つる街               | トレヴェニアン                 |
| 第8回  | 1989年 | エトロフ発緊急電     | 佐々木譲   | 真夜中のデッドリミット   | スティーブン・ハンター         |
| 第9回  | 1990年 | 行きずりの街         | 志水辰夫   | 虎の眼                   | ウィルバー・スミス             |
| 第10回 | 1991年 | 砂のクロニクル       | 船戸与一   | ロセンデール家の嵐       | バーナード・コーンウェル       |
| 第11回 | 1992年 | リヴィエラを撃て     | 高村薫     | 死のサハラを脱出せよ     | クライブ・カッスラー           |
| 第12回 | 1993年 | マークスの山         | 高村薫     | ウォッチャーズ           | ディーン・R・クーンツ          |
| 第13回 | 1994年 | ストックホルムの密使 | 佐々木譲   | スワンソング             | ロバート・R・マキャモン        |
| 第14回 | 1995年 | 蝦夷地別件           | 船戸与一   | 少年時代                 | ロバート・R・マキャモン        |
| 第15回 | 1996年 | 不夜城               | 馳星周     | 敵手                     | ディック・フランシス           |
| 第16回 | 1997年 | 神々の山嶺           | 夢枕獏     | 雪の狼                   | グレン・ミード                 |
| 第17回 | 1998年 | 理由                 | 宮部みゆき | ブラックライト           | スティーブン・ハンター         |
| 第18回 | 1999年 | 亡国のイージス       | 福井晴敏   | 狩りのとき               | スティーブン・ハンター         |
| 第19回 | 2000年 | 心では重すぎる       | 大沢在昌   | キリング・フロアー       | リー・チャイルド               |
| 第20回 | 2001年 | 闇先案内人           | 大沢在昌   | 神は銃弾                 | ボストン・テラン               |
| 第21回 | 2002年 | 終戦のローレライ     | 福井晴敏   | 最も危険な場所           | スティーブン・ハンター         |
| 第22回 | 2003年 | 夢は荒れ地を         | 船戸与一   | 拳銃猿                   | ヴィクター・ギシュラー         |
| 第23回 | 2004年 | ロンググッドバイ     | 矢作俊彦   | ファイナルカントリー     | ジェームズ・クラムリー         |
| 第24回 | 2005年 | 劫火                 | 西村健     | 無頼の掟                 | ジェイムズ・カルロス・ブレイク |
| 第25回 | 2006年 | 新宿鮫IX 狼花        | 大沢在昌   | 再起                     | ディック・フランシス           |
| 第26回 | 2007年 | 警官の血             | 佐々木譲   | ウォッチメイカー         | ジェフリー・ディーヴァー       |
| 第27回 | 2008年 | 約束の地             | 樋口明雄   | チャイルド44             | トム・ロブ・スミス             |
| 第28回 | 2009年 | ダイナー             | 平山夢明   | 犬の力                   | ドン・ウィンズロウ             |
| 第29回 | 2010年 | 残火                 | 西村健     | フランキー・マシーンの冬 | ドン・ウィンズロウ             |
| 第30回 | 2011年 | 新宿鮫X 絆回廊       | 大沢在昌   | 007 白紙委任状           | ジェフリー・ディーヴァー       |
| 第30回 | 2011年 | 地の底のヤマ         | 西村健     | 007 白紙委任状           | ジェフリー・ディーヴァー       |